# محسن طاهری
محسن طاهری هندبالیست سابق ایرانی است. وی هم‌اکنون عضو کادر فنی تیم ملی مردان هندبال جمهوری اسلامی ایران می‌باشد.
در تاریخ ۱۹ مهر ۱۳۹۵ و پس از قبول استعفای اصغر باقریان از مدیرعاملی باشگاه سپاهان، محسن طاهری به عنوان مدیر عامل جدید سپاهان معرفی شد. اما در دی ۱۳۹۶ پس کسب نتایج ضعیف تیم فوتبال این باشگاه در لیگ برتر از سمت خود استعفا داد.

## فعالیت‌های باشگاهی
وی از سال ۱۳۷۴ تا ۱۳۸۳ به عنوان بازیکن و کاپیتان در باشگاه هندبال فولاد مبارکه سپاهان فعالیت کرده‌است. دارنده ۱۰ عنوان قهرمانی در رقابت‌های لیگ هندبال ایران و جام حذفی است مقام دوم مسابقات جام باشگاه‌های آسیا را در سال ۲۰۰۴ تهران به همراه سپاهان به‌دست آورده‌است. به عنوان بازیکن کمکی به همراه تیم هندبال ذوب آهن اصفهان نیز مقام سوم مسابقات جام باشگاه‌های هندبال آسیا را در سال ۱۹۹۸ اردن کسب نموده‌است. او در سال ۱۳۸۵ و ۱۳۸۶ به عنوان کمک مربی باشگاه هندبال فولاد مبارکه سپاهان قهرمان لیگ برتر هندبال ایران شد.
در سال ۲۰۰۷ به عنوان سرمربی باشگاه هندبال فولاد مبارکه سپاهان مقام سوم جام باشگاه‌های هندبال آسیا را در کشور کویت به‌دست آورد.
سرمربیگری تیم‌های سپاهان نوین، باشگاه هندبال فولاد مبارکه سپاهان، دانشگاه آزاد تهران، نفت و گاز گچساران و پارسیان تهران را در کارنامه خود ثبت نموده‌است.
به عنوان بازیکن در باشگاه‌های: شهید کریمی خرم‌آباد، هما تهران، انتظام اصفهان، انتظام تهران، شهرداری اراک و فولاد مبارکه سپاهان حضور داشته‌است.

## فعالیت‌های ملی
وی در سال ۱۳۶۴ در سن ۱۷ سالگی به عنوان بازیکن تیم ملی هندبال ایران انتخاب شد و تا سال ۱۳۸۳ تیم ملی هندبال ایران را همراهی نمود. وی به مدت ۸ سال کاپیتان تیم ملی هندبال ایران بود. سال ۱۹۹۸ به عنوان کاپیتان تیم ملی هندبال ایران در مسابقات المپیک آسیایی بانکوک -تایلند مقام چهارم را کسب نمود. سال ۲۰۰۱ در مسابقات جهانی هندبال ساحلی آکیتا مقام چهارم را کسب نمود.در سال ۲۰۰۴
مقام چهارم مسابقات غرب آسیا در کویت را کسب کرد. در سال ۲۰۰۶ به عنوان کمک مربی تیم ملی هندبال ایران در بازی‌های آسیایی ۲۰۰۶ دوحه قطر مقام سوم را کسب نمود.
سال ۲۰۱۰ به عنوان سرمربی تیم ملی هندبال نوجوانان ایران در ابوظبی امارات مقام پنجم آسیا را کسب نمود. سال ۲۰۱۲ به عنوان سرمربی در مسابقات قهرمانی نوجوانان آسیا مقام هشتم را کسب نمود. سال ۲۰۱۴ به عنوان سرمربی تیم ملی جوانان در تبریز مقام چهارم آسیا را کسب نمود. سال ۲۰۱۵ به عنوان مربی تیم ملی هندبال ایران در مسابقات انتخابی المپیک ۲۰۱۶ ریو برزیل مقام دوم آسیا را در دوحه قطر کسب نمود. سال ۲۰۱۶ به عنوان مربی تیم ملی هندبال ایران در مسابقات قهرمانی مردان آسیا منامه بحرین مقام پنجم را کسب نمود.

## افتخارات فردی
- ۱۹۹۹ بهترین خط زن جام باشگاه‌های آسیا
- ۲۰۰۱ بهترین خط زن جام باشگاه‌های آسیا
- ۲۰۰۲ بهترین خط زن آسیا[۱۱]
- ۲۰۰۴ بهترین خط زن جام باشگاه‌های آسیا
- ۲۰۱۱ کسب مدرک مربیگری بین‌المللی global handball clinic[۱۲]